# Scotobleps gabonicus
Scotobleps gabonicus – gatunek płaza bezogonowego z rodziny artroleptowatych (Arthroleptidae), jedyny przedstawiciel rodzaju Scotobleps. Jego nazwa gatunkowa kojarzy się z jednym z państw, gdzie można go spotkać.

## Występowanie
Płaz ten występuje w zachodniej części Afryki Środkowej – od południowo-wschodniej Nigerii na północnym zachodzie przez zachodni Kamerun, całą Gwineę Równikową, ponad połowę terytorium Gabonu (zachodnia część kraju) aż do południowo-zachodniego Konga i skrajnie zachodniej części Demokratycznej Republiki Konga. Podejrzewa się też, że gatunek może istnieć w Kabindzie – eksklawie Angoli, ale nie ma pewności.
Preferuje on niezbyt wysokie wysokości nad poziomem morza. Zamieszkuje więc nizinne lasy deszczowe, radząc sobie także w środowiskach wtórnych.

## Rozmnażanie
Wody płynące: potoki, strumyki. Najbardziej jednak lubi szerokie, płytkie strumienie o piaszczystych brzegach.

## Status
Jest liczny, choć populacja zmniejsza się.
Deforestacja może przyczyniać się do pogorszenia sytuacji tego gatunku.